# Delta 3000

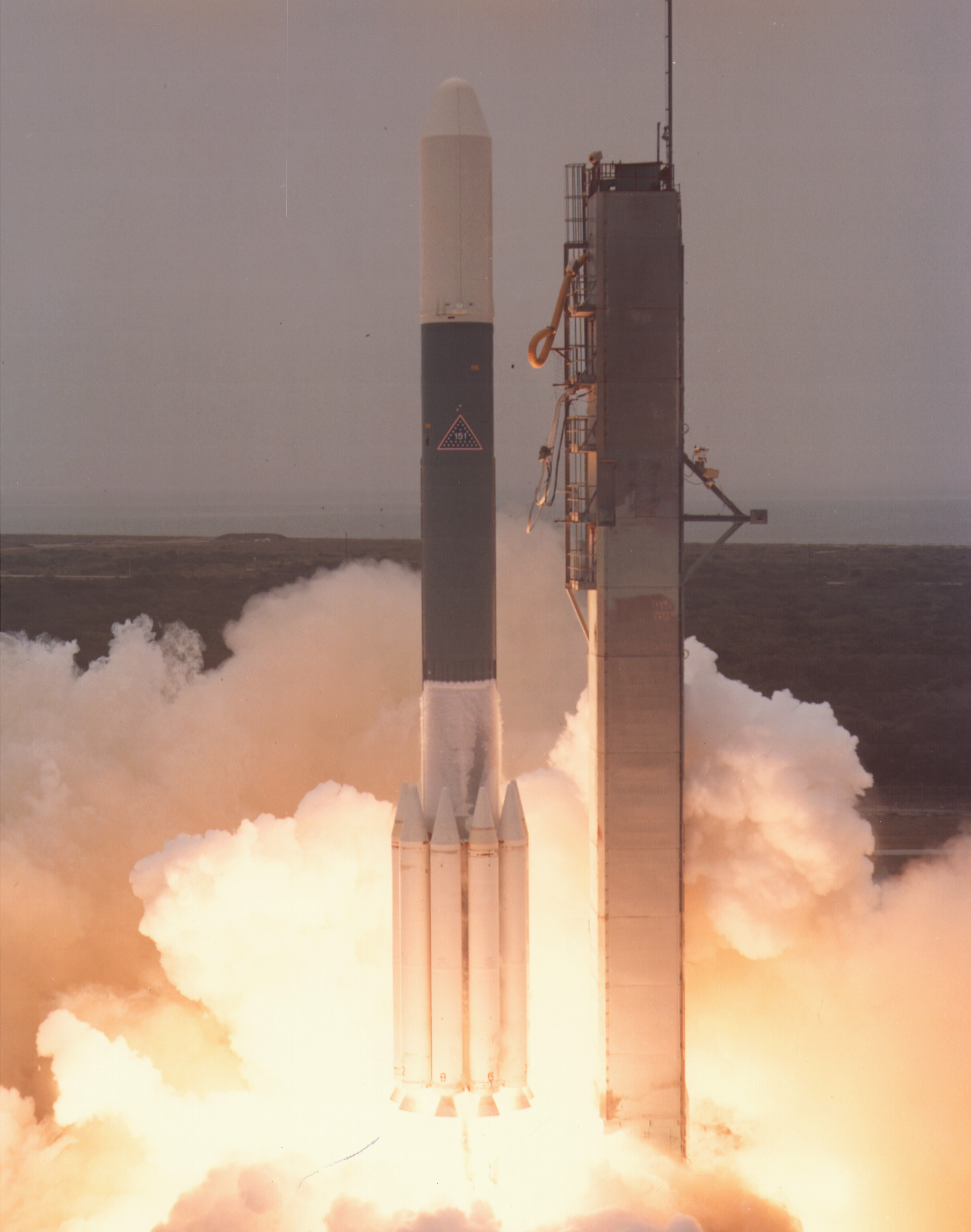
Foguete Delta 3910

Delta 3000 foi uma série de foguetes espaciais estadunidense que prestou serviço nas décadas de 1970 e 1980. A série 3000 era composta pelos Delta 3910, Delta 3910 PAM-D, Delta 3913, Delta 3914, Delta 3920, Delta 3920 PAM-D e Delta 3924, de acordo com o sistema de numeração seguido pela família de foguetes Delta.

## Características
Todos os Delta da série 3000 usavam nove foguetes aceleradores de propelente sólido Castor 4, mais potentes que os aceleradores das versões anteriores de foguetes Delta. Os Delta 3910, 3910 PAM-D, 3913 e 3914 usavam um segundo estágio com um motor TR-201, enquanto que nos Delta 3920, 3920 PAM-D, 3924 e 3925 o motor do segundo estágio foi um AJ10-118. Os Delta 3910 e 3920 PAM-D não usavam um terceiro estágio, enquanto os Delta 3910 PAM-D e 3920 PAM-D usaram um terceiro estágio PAM-D propulsado por um motor Star 48B. Os terceiros estágios do Delta 3913 era propulsado por um motor Star 37D, e os Delta 3914 e 3924, por um Star 37E. Ao todo, a série Delta 3000 fez 38 lançamentos.

## Histórico de lançamento

### Delta 3910
| Voo       | Data                    | Plataforma de lançamento                | Carga                      | Resultado | Notas                        |
| --------- | ----------------------- | --------------------------------------- | -------------------------- | --------- | ---------------------------- |
| 635/D-151 | 14 de fevereiro de 1980 | Plataforma LC-17A do Cabo Canaveral     | Solar Maximum Mission      | Êxito     |                              |
| 650/D-166 | 26 de janeiro de 1983   | Plataforma SLC-2W da Base de Vandenberg | IRAS / PIX-2               | Êxito     |                              |
| D-181     | 8 de fevereiro de 1988  | Plataforma LC-17B do Cabo Canaveral     | Thrusted Vector Experiment | Êxito     | Último voo de um Delta 3910. |

### Delta 3910 PAM-D
| Voo       | Data                    | Plataforma de lançamento            | Carga     | Resultado | Notas                             |
| --------- | ----------------------- | ----------------------------------- | --------- | --------- | --------------------------------- |
| 636/D-153 | 15 de novembro de 1980  | Plataforma LC-17A do Cabo Canaveral | SBS-1     | Êxito     | Primeiro voo.                     |
| 641/D-156 | 24 de setembro de 1981  | Plataforma LC-17A do Cabo Canaveral | SBS-2     | Êxito     |                                   |
| 640/D-158 | 20 de novembro de 1981  | Plataforma LC-17A do Cabo Canaveral | Satcom 3R | Êxito     |                                   |
| 643/D-159 | 16 de janeiro de 1982   | Plataforma LC-17A do Cabo Canaveral | Satcom 4  | Êxito     |                                   |
| 644/D-160 | 26 de fevereiro de 1982 | Plataforma LC-17A do Cabo Canaveral | Westar 4  | Êxito     |                                   |
| 647/D-161 | 10 de abril de 1982     | Plataforma LC-17A do Cabo Canaveral | INSAT-1A  | Êxito     |                                   |
| 649/D-162 | 9 de junho de 1982      | Plataforma LC-17A do Cabo Canaveral | Westar 5  | Êxito     | Último voo de um Delta 3910 PAM-D |

### Delta 3913
| Voo       | Data                | Plataforma de lançamento                | Carga                     | Resultado      | Notas                                |
| --------- | ------------------- | --------------------------------------- | ------------------------- | -------------- | ------------------------------------ |
| 642/D-155 | 3 de agosto de 1981 | Plataforma SLC-2W da Base de Vandenberg | Explorer 62 / Explorer 63 | Êxito parcial. | Único voo. Falha do segundo estágio. |

### Delta 3914
| Voo       | Data                   | Plataforma de lançamento                | Carga           | Resultado | Notas                                                                                                 |
| --------- | ---------------------- | --------------------------------------- | --------------- | --------- | --- |
| 607/D-118 | 12 de dezembro de 1975 | Plataforma LC-17A do Cabo Canaveral     | Satcom 1        | Êxito     | Primeiro voo.                                                                                         |
| 610/D-121 | 26 de março de 1976    | Plataforma LC-17A do Cabo Canaveral     | Satcom 2        | Êxito     | |
| 619/D-134 | 13 de setembro de 1977 | Plataforma LC-17A do Cabo Canaveral     | OTS-1           | Falha     | Explosão do primeiro estágio, possivelmente devido a uma falha de um dos propulsores sólidos.         |
| 627/D-141 | 11 de maio de 1977     | Plataforma LC-17A do Cabo Canaveral     | OTS-2           | Êxito     | |
| 632/D-147 | 16 de dezembro de 1978 | Plataforma LC-17A do Cabo Canaveral     | Anik B1 / DRIMS | Êxito     | |
| 622/D-150 | 7 de dezembro de 1979  | Plataforma LC-17A do Cabo Canaveral     | Satcom 3        | Êxito     | |
| 637/D-152 | 9 de setembro de 1980  | Plataforma LC-17A do Cabo Canaveral     | GOES 4          | Êxito     | |
| 645/D-154 | 22 de maio de 1981     | Plataforma LC-17A do Cabo Canaveral     | GOES 5          | Êxito     | |
| D-168     | 28 de abril de 1983    | Plataforma LC-17A do Cabo Canaveral     | GOES 6          | Êxito     | |
| D-169     | 26 de maio de 1982     | Plataforma SLC-2W da Base de Vandenberg | Exosat          | Êxito     | |
| D-177     | 13 de novembro de 1984 | Plataforma LC-17A do Cabo Canaveral     | NATO-3D         | Êxito     | |
| D-178     | 3 de maio de 1986      | Plataforma LC-17A do Cabo Canaveral     | GOES G          | Falha     | Desligamento prematuro do primeiro estágio aos 71 segundos do lançamento devido a uma falha elétrica. |
| D-179     | 26 de abril de 1987    | Plataforma LC-17A do Cabo Canaveral     | GOES 7          | Êxito     | Último voo de um Delta 3914                                                                           |

### Delta 3920
| Voo       | Data                  | Plataforma de lançamento                | Carga                 | Resultado | Notas                        |
| --------- | --------------------- | --------------------------------------- | --------------------- | --------- | ---------------------------- |
| 648/D-163 | 16 de julho de 1982   | Plataforma SLC-2W da Base de Vandenberg | Landsat 4             | Êxito     | Primeiro voo.                |
| D-174     | 1 de março de 1984    | Plataforma SLC-2W da Base de Vandenberg | Landsat 5 / UoSAT-2   | Êxito     |                              |
| D-180     | 5 de setembro de 1986 | Plataforma LC-17B do Cabo Canaveral     | Vector Sum Experiment | Êxito     |                              |
| D-183     | 24 de março de 1989   | Plataforma LC-17B do Cabo Canaveral     | Delta-Star            | Êxito     | Último voo de um Delta 3920. |

### Delta 3920 PAM-D
| Voo       | Data                   | Plataforma de lançamento            | Carga       | Resultado | Notas                              |
| --------- | ---------------------- | ----------------------------------- | ----------- | --------- | ---------------------------------- |
| 651/D-164 | 28 de agosto de 1982   | Plataforma LC-17B do Cabo Canaveral | Anik D1     | Êxito     | Primeiro voo.                      |
| D-170     | 28 de junho de 1983    | Plataforma LC-17B do Cabo Canaveral | Galaxy 1    | Êxito     |                                    |
| D-171     | 28 de julho de 1983    | Plataforma LC-17A do Cabo Canaveral | Telstar 301 | Êxito     |                                    |
| D-173     | 22 de setembro de 1983 | Plataforma LC-17A do Cabo Canaveral | Galaxy 2    | Êxito     |                                    |
| D-176     | 21 de setembro de 1984 | Plataforma LC-17B do Cabo Canaveral | Galaxy 3    | Êxito     |                                    |
| D-182     | 20 de março de 1987    | Plataforma LC-17B do Cabo Canaveral | Palapa B2P  | Êxito     | Último voo de um Delta 3920 PAM-D. |

### Delta 3924
| Voo       | Data                  | Plataforma de lançamento            | Carga           | Resultado | Notas                        |
| --------- | --------------------- | ----------------------------------- | --------------- | --------- | ---------------------------- |
| 652/D-165 | 28 de outubro de 1982 | Plataforma LC-17B do Cabo Canaveral | Satcom 5        | Êxito     | Primeiro voo.                |
| 653/D-167 | 11 de abril de 1983   | Plataforma LC-17B do Cabo Canaveral | Satcom 1R       | Êxito     |                              |
| D-172     | 8 de setembro de 1983 | Plataforma LC-17B do Cabo Canaveral | Satcom 2R       | Êxito     |                              |
| D-175     | 16 de agosto de 1984  | Plataforma LC-17A do Cabo Canaveral | CCE / IRM / UKS | Êxito     | Último voo de um Delta 3924. |